# قنطريون طويل الشوكة
قنطريون طويل الشوكة واسمه العلمي (باللاتينية: Centaurea longispina) نوع نباتي ينتمي إلى جنس القنطريون من الفصيلة النجمية.

## الموئل والانتشار
موطنه المشرق العربي.